# روبرت إم. تاونسند
روبرت إم. تاونسند (بالإنجليزية: Robert M. Townsend) هو اقتصادي أمريكي، ولد في 23 أبريل 1948 في كامبريدج في الولايات المتحدة.